# Sherine
Sherine Sayed Mohammed Abdel-Wahab (em árabe: شيرين سيد محمد عبد الوهاب), mais conhecida como Sherine (Cairo, 8 de outubro de 1980), é uma cantora, actriz, apresentadora de televisão e personalidade televisiva egípcia.

## Biografia

### Início
Sherine nasceu a 9 de outubro de 1980 no Cairo, Egipto. O seu primeiro nome significa "doce", em persa. Nasceu numa família de classe média. O seu pai, Sayed Abdel-Wahab, é decorador, e a sua mãe, dona-de-casa. Sherine tem dois irmãos.
Quando era menina, o talento vocal de Sherine foi descoberto pela primeira vez pelo seu professor de música na escola; à idade de nove anos, a sua maestra levou-a à Ópera do Cairo para conhecer a Selim Sehab, um famoso director de música clássica egípcio. Ela cantou em frente a ele e conseguiu impressionar-lo. Desde os nove aos doze anos cantou como membro coral na Ópera, e depois deu-se-lhe a oportunidade de actuar como cantora individual e teve um sucesso significativo. Continuou a cantar na Ópera do Cairo enquanto procurava um produtor musical para começar a sua carreira profissional. 

### Reconhecimento
À idade de 18 anos conheceu Nasr Mahrous, um destacado director e produtor musical que lhe conseguiu um contrato discográfico com a companhia Free Music, onde se reuniu com Tamer Hosny por, então, ser um novo talento que procurava também uma oportunidade de brilhar. O álbum de estreia de Sherine foi publicado em Setembro de 2002 e foi um grande sucesso em todo mundo árabe, vendendo mais de vinte milhões de cópias.
Na sua carreira como actriz, protagonizou juntamente com Ahmed Helmy o filme Meço Mashakel (em árabe: ميدو مشاكل), filme de 2003 dirigido por Muhammad al-Najjar. Além disso, protagonizou a série Tareeqi em junho de 2015, onde interpretou uma jovem que luta por conseguir realizar o seu sonho de se converter numa cantora famosa derrubando as restrições sociais, as regulações e a oposição da sua família.

## Controvérsia
Em 2017 gerou uma certa controvérsia ao afirmar que beber água do rio Nilo poderia causar uma esquistossomose quando lhe foi pedido que cantasse a canção "Mashrebtesh Men Nilha". O sindicato dos músicos egípcios decidiu suspender o seu direito a actuar nesse país pela sua aparente "burla injustificada do Egipto". Sherine mais tarde pediu desculpas pelo que considerou uma "brincadeira tonta".

## Discografia

### Álbuns
- Free Mix 3 with Tamer Hosny (2002)
- Garh Tany (2003)
- Lazem Ayesh (2005)
- Batamenak (2008)
- Habeat (2009)
- Esaal Alaya (2012)
- Ana Kiteer (2014)
- Tareqe (2015)

### Singles
- "Ma Sherebtesh Min Nelha"
- "Ma Btefrahsh"
- "Enak"
- "Baladi"
- "Just A Dream"
- "Al'am Al Jadeed"
- "Lebnan Fel Alb"
- "Albi Leek"
- "Bahibik Ya Omi"
- "Mshaa'er"
- "Howa Da"
- "Aids Da"
- "Kol Maghanni"
- "Ayesht Masr"